# Vittorio Asinari di Bernezzo
Vittorio Asinari, Marchese di Bernezzo (Camerano Casasco, 3 agosto 1842 – Torino, 1923), è stato un generale e patriota italiano.

## Biografia
(Giovanni Pascoli, da A riposo, in Odi e Inni)
Nacque nel 1842 a Casasco, all'epoca nel circondario di Asti, dal marchese Giuseppe e da Maria Radicati. Da giovane frequentò l'accademia militare di Torino, per poi arruolarsi come soldato volontario nel Regio Esercito nel 1859. Nel 1860 divenne sottotenente e passò nel Reggimento "Guide", dove presto diventò il luogotenente e aiutante di campo di Maurizio Gerbaix de Sonnaz.

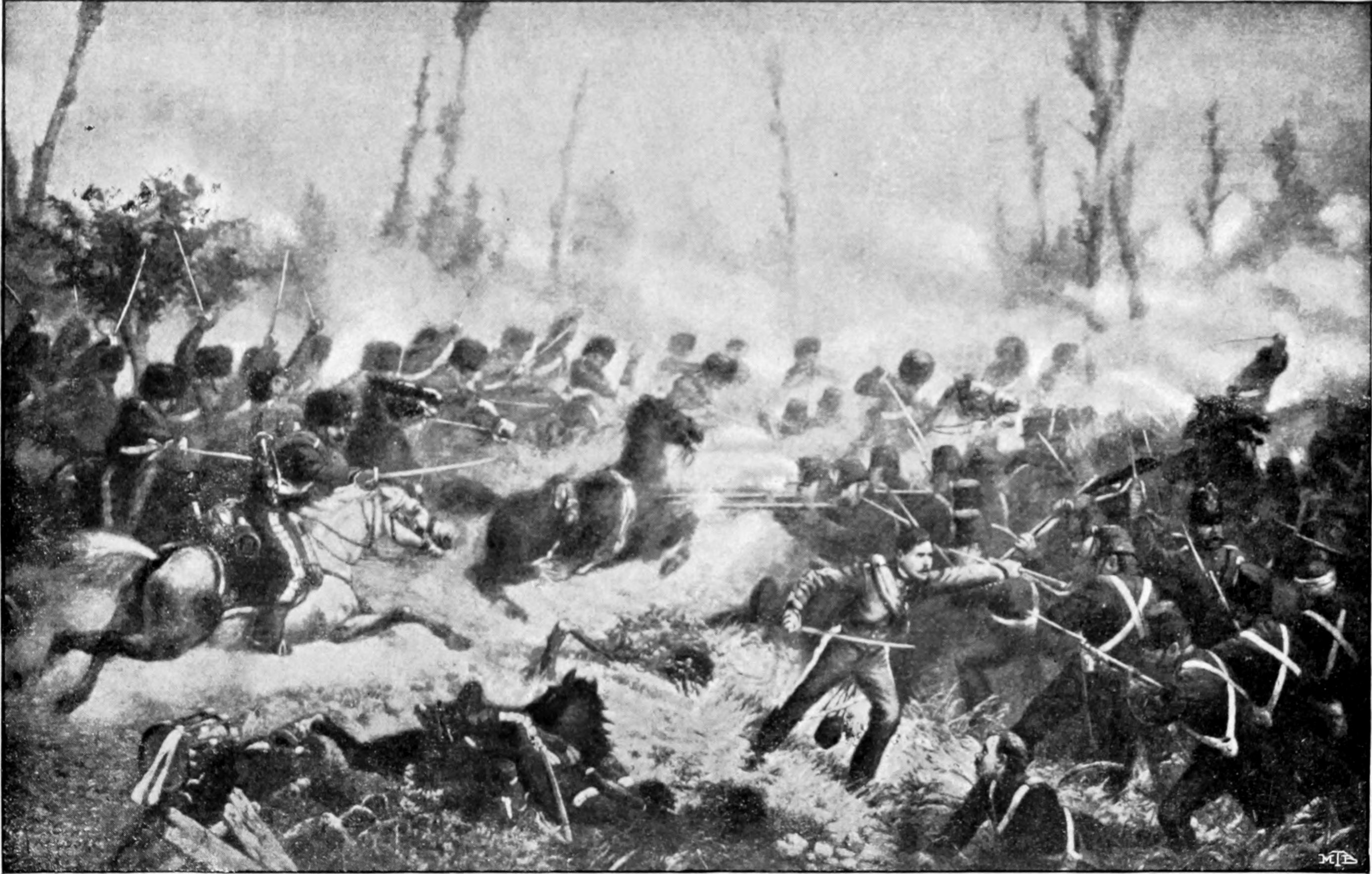
I plotoni di Bernezzo all'attacco a Campagna Rossa

Partecipò alla seconda e alla terza guerra d'indipendenza italiana; il 24 giugno 1866, durante la Battaglia di Custoza, si distinse con un'azione di gran valore: presso Campagna Rossa il suo reggimento, che a seguito degli accadimenti di quel giorno era in ritirata, si trovò minacciato dall'avanzata della Brigata Weimar. La condizione era così drammatica che la bandiera stessa del reggimento era in pericolo. Il Bernezzo, ricevuto l'ordine dal colonnello Giuseppe Dezza (che era diventato comandante di divisione, in seguito alla morte di Villarey e al ferimento di Cerale e di Dho) di impedire ad ogni costo l'avanzata del nemico, si scagliò con i suoi plotoni di cavalleria verso il nemico e, nonostante l’inferiorità numerica ed il terreno sfavorevole, riuscì a fermare gli austriaci e a salvare la ritirata dei suoi. In questa azione, premiata con l'onorificenza di Cavaliere dell'Ordine Militare di Savoia, lui stesso venne gravemente ferito e 18 compagni furono feriti od uccisi.
In seguito venne promosso capitano nel 1871, tenente colonnello nel 1883 fu messo a capo della Scuola Normale di Cavalleria, fino ad arrivare al grado di tenente generale. Nel 1909 pronunciò un discorso a favore della liberazione delle terre italiane ancora sotto la dominazione austriaca. Le sue parole provocarono grande sconcerto nella società dell'epoca, tanto che fu messo a riposo. In questa occasione, Giovanni Pascoli, ricordando i tempi di Custoza e della carica di Campagna Rossa, gli dedicò l'ode "A riposo". Allo scoppio della prima guerra mondiale fu richiamato in servizio e meritò la medaglia d'argento al Valor Militare. Nominato senatore durante la XXVI legislatura del Regno d'Italia, morì prima di prendere possesso della carica.     
A Vittorio Asinari di Bernezzo è stata intitolata una via nel quartiere torinese di Parella (Torino).